# Lovely Rita (film)
Pour les articles homonymes, voir Lovely Rita (homonymie).
Pour plus de détails, voir Fiche technique et Distribution.
Lovely Rita est un film autrichien réalisé par Jessica Hausner, sorti en 2001.

## Synopsis
En Autriche, la jeune Rita traverse une crise d'adolescence. Entre la pression de ses parents et ce qu'on attend d'elle à l'école, elle décide de faire l'école buissonnière, et elle fera des rencontres...

## Fiche technique
- Titre : Lovely Rita
- Réalisation : Jessica Hausner
- Scénario : Jessica Hausner
- Photographie : Martin Gschlacht
- Montage : Karin Hartusch
- Sociétés de production : Coop99 Filmproduktion, Essential Filmproduktion
- Pays d'origine : Autriche - Allemagne
- Langue originale : allemand, anglais
- Genre : Drame
- Durée : 79 minutes
- Dates de sortie :
  - France : 14 mai 2001 (Festival de Cannes)
  - Autriche : 2 novembre 2001
  - France : 5 novembre 2003

## Distribution
- Barbara Osika : Rita
- Christoph Bauer : Fexi
- Peter Fiala : Chauffeur du bus
- Wolfgang Kostal : Père de Rita
- Karina Brandlmayer : Mère de Rita
- Gabriele Wurm Bauer : Mère de Fexi
- Harald Urban : Père de Fexi
- Felix Eisier : Frère de Fexi
- Agnes Napieralska : Sœur de Rita
- Rene Wanko : Frère de Rita
- Marcia Knoppel : Nièce de Rita
- Ursula Pucher : Professeur
- Lili Schageri : Alex

## Distinctions
- Sélection Un certain regard au Festival de Cannes 2001.

## Tournage
Le film a été tourné avec des comédiens non-professionnels.

## Thèmes
Lovely Rita est le premier long-métrage de Jessica Hausner. Il reprend les thèmes qu'abordaient ses précédents courts-métrages, comme celui de la solitude à travers un personnage en décalage avec son environnement.